# Суини Тодд (фильм, 1997)
Суини Тодд (англ. The Tale of Sweeney Todd) — телевизионный фильм режиссёра Джона Шлезингера. Главные роли исполнили Бен Кингсли и Джоанна Ламли. Картина поставлена по мотивам новеллы Питера Шоу, основанной на британской легенде о брадобрее-убийце Суине Тодде. Мировая премьера фильма состоялась в октябре 1997 года на международном кинофестивале в Хэмптоне.

## Сюжет
Действие происходит в Лондоне XIX века. Главный герой фильма — брадобрей Суини Тодд, который убивает своих клиентов. Он продаёт драгоценности и нательные вещи жертв, а тела отдаёт любовнице Миссис Ловетт, которая делает из них пироги.
Американец Бен Карлайл приезжает в Лондон, чтобы найти торговца алмазами Альфреда Маннхейма, не доставившего работодателю Карлайла проданные драгоценные камни. Работники Маннхейма говорят Бену, что их начальник пропал без вести несколько недель назад. Тогда Бен вывешивает на улицах объявление о пропаже, в котором предлагает вознаграждение человеку, обнаружившему Альфреда.
Чарли, 12-летний немой сирота, работающий у Тодда, узнаёт на приложенной к объявлению фотографии клиента Суини. Тодд, испугавшись, что Чарли выдаст его, запирает мальчика в подвале.
Тем временем Карлайл ищет помощи у коррумпированной полиции. Когда его подозрения насчёт начинки пирогов Ловетт подтверждает химик, Бен проникает в дом Тодда. Карлайл пытается самостоятельно обезвредить Тодда, но брадобрею удаётся связать его. Тодд рассказывает о том, почему он решил стать убийцей. Чарли в это время освобождается, после чего убивает Суини. Вместе Карлайл и Чарли сжигают здание и убегают.

## В ролях
| Актёр            | Роль          |
| ---------------- | ------------- |
| Бен Кингсли      | Суини Тодд    |
| Джоанна Ламли    | Миссис Ловетт |
| Кэмпбелл Скотт   | Бен Карлайл   |
| Селина Бояк      | Элис          |
| Дэвид Уилмот     | Том           |
| Шон Флэнеган     | Чарли         |
| Кэтрин Шлезингер | Люси          |
| Джон Кавана      | Ратледж       |

## Критика
Дэрил Миллер, критик американской газеты Los Angeles Times, в целом прохладно оценил картину, написав, что «он [фильм] сделан из на вид высококачественных элементов… но всё же он не успешен из-за непродуманного сценария и режиссёрского просчёта».
Джон Леонард в своей рецензии для New York Magazine выразил удивление тем, что Шлезингер, обычно снимавший серьёзные картины, создал фильм в жанре чёрного юмора.

## Награды и номинации
| Награды и номинации            | Награды и номинации | Награды и номинации                               | Награды и номинации | Награды и номинации |
| Награда                        | Год                 | Категория                                         | Номинирован(а)      | Итог                |
| ------------------------------ | ------------------- | ------------------------------------------------- | ------------------- | ------------------- |
| Премия Гильдии киноактёров США | 1999                | Лучшая мужская роль в телефильме или мини-сериале | Бен Кингсли         | Номинация           |